# جون جت
 جون جت (انگلیسی: Joan Jett؛ ۲۲ سپتامبر ۱۹۵۸) یک خواننده راک و موسیقی‌دان اهل ایالات متحده آمریکا است. وی از سال ۱۹۷۵ میلادی تاکنون مشغول فعالیت بوده‌است.
جون جت به دلیل حضورش در باندهای جون جت اند بلکهارتس و دران اویز (The Runaways) به ویژه به خاطر آهنگ‌های موفق Cherry Bomb و I Love Rock 'N Roll مشهور شد.

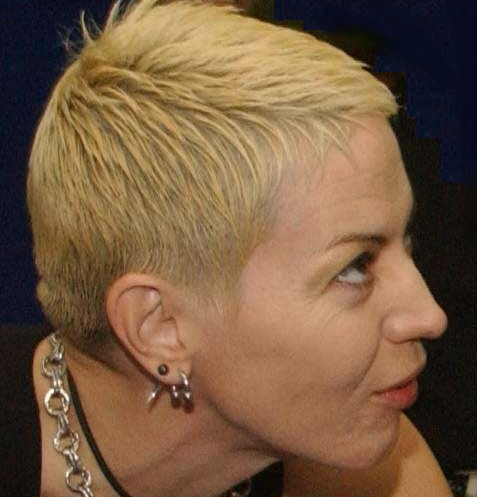
جون جت در سال 2003

او در فیلم نور روز بازی کرده است.